# Cabalariza
Cabalariza (Oficialmente A Cabalariza) es una aldea  española situada en la parroquia de Fruíme en el municipio de Lousame (provincia de La Coruña, Galicia).
En 2021 tenía una población de 20 habitantes (9 hombres y 11 mujeres). Está situada a 144 metros sobre el nivel del mar a 11,4 kilómetros de la cabecera municipal. Las localidades más cercanas son Fruíme y Millón.